# (65672) Merrick
(65672) Merrick es un asteroide que forma parte del Cinturón de asteroides, descubierto el 16 de agosto de 1988 por Carolyn Shoemaker y por su esposo que también era astrónomo Eugene Shoemaker desde el Observatorio del Monte Palomar, Estados Unidos.

## Designación y nombre
Designado provisionalmente como 1988 QD. Fue nombrado por Dawson Tate Merrick (1999-2009), quien  pesar de enfrentarse al desafío de una rara forma de leucemia sobresalió en todo lo que intentó, desde sus estudios académicos hasta los deportes.

## Características orbitales
Merrick está situado a una distancia media del Sol de 2,387 ua, pudiendo alejarse hasta 3,036 ua y acercarse hasta 1,738 ua. Su excentricidad es 0,272 y la inclinación orbital 24,305 grados. Emplea 1347,15 días en completar una órbita alrededor del Sol.

## Características físicas
La magnitud absoluta de Merrick es 15,74. Tiene 1,881 km de diámetro y su albedo se estima en 0,379.